# Рейнальд I (граф Гелдерна)

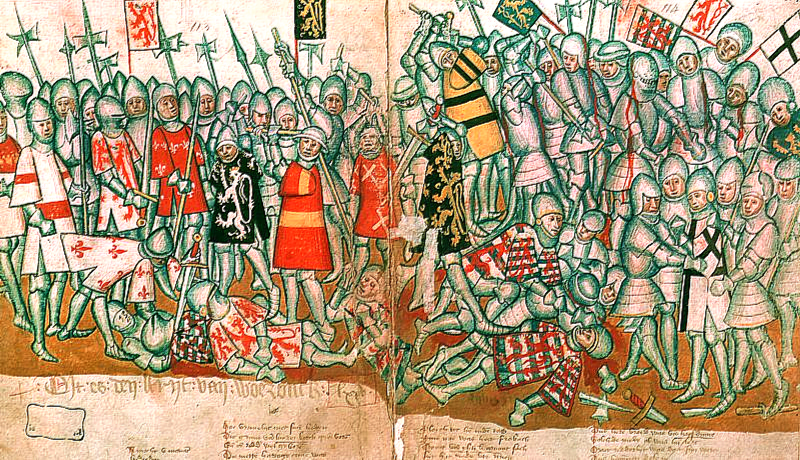
Битва при Воррингене

Райнальд I (фр. Renaud Ier de Gueldre, dit le Querelleur, нидерл. Reinoud I van Gelre; ум. 9 октября 1326) — граф Гелдерна и Цютфена в 1271—1318 годах, герцог Лимбурга в 1279—1288 годах, сын Оттона II Гелдернского и Филиппы де Даммартен.

## Биография
Наследовал отцу 10 января 1271 года.
В 1276 году женился на Ирменгарде, герцогине Лимбурга, дочери Валерана IV и Юдит Клевской. Детей у них не было, в 1283 году Эрменгарда умерла.
Райнальд получил от императора Рудольфа разрешение на пожизненное владение Лимбургом по праву покойной жены. Но кузен Эрменгарды граф Берга Адольф V стал претендовать на наследство. Не чувствуя себя достаточно уверенно в своих притязаниях, он продал права на Лимбург герцогу Брабанта Жану I.
Началась Война за Лимбургское наследство, закончившаяся битвой при Воррингене, в которой Райнальд потерпел поражение, попал в плен (5 июня 1288 года) и в итоге был вынужден отказаться от Лимбурга.
3 июля 1286 года Райнальд женился на Маргарите Фландрской (ум. 1329), дочери фландрского графа Ги де Дампьера и его жены Изабеллы Люксембургской. Известны пятеро их детей:
- Маргарита (1290—1332), с 1305 года жена герцога Дитриха VIII Клевского (1291—1346)
- Рейнальд II (1295—1343), герцог Гельдерна
- Ги (ум. после 1315)
- Изабелла (ум. 1354), аббатиса в Кёльне
- Филиппа (ум. 1352), монахиня в Кёльне.

После битвы при Воррингене у Райнальда ухудшилось здоровье, он страдал душевным заболеванием. В 1316 году в Гелдерне началось восстание, которым руководил его сын Райнальд II. Восстание было подавлено, но не надолго. В 1317 году граф поддержал Фридриха Красивого в его борьбе с Людвигом Баварским за германский трон.
В 1318 году Райнальд II сверг отца и через два года заточил его в крепость Монфорт, где тот и умер через 6 лет.